# Sonic Mega Collection
Sonic Mega Collection (ソニックメガコレクション?, Sonikku Mega Korekushon) è un videogioco compilation sviluppato da Sonic Team e pubblicato da Sega per la console GameCube nel 2002. La compilation presenta dai dodici ai quattordici giochi (a seconda della regione) originariamente pubblicati su Sega Mega Drive. Dieci dei giochi inclusi sono appartenenti alla serie di Sonic the Hedgehog, mentre i restanti sono slegati da essa ma sono comunque stati distribuiti da Sega.
Secondo il direttore, Yojiro Ogawa, lo scopo della compilation era introdurre i giocatori più giovani ai titoli originali della serie. I giochi vengono avviati tramite un emulatore Mega Drive sviluppato dallo stesso Sonic Team. Al di fuori dei titoli disponibili, la compilation offre anche video e illustrazioni a tema, nonché scansioni ad alta risoluzione dei manuali di istruzioni e delle copertine dei fumetti di Sonic the Hedgehog editi da Archie Comics.
Sonic Mega Collection ha ricevuto un'accoglienza positiva da parte della critica, venendo consigliato per la sua vasta libreria di titoli, l'emulazione efficiente e il suo prezzo di mercato economico. La compilation è stata ripubblicata con otto giochi bonus sotto il nome di Sonic Mega Collection Plus, la quale è stata resa disponibile per PlayStation 2, Xbox e Microsoft Windows. Dopo il successo ottenuto, è stata seguita da un'ulteriore compilation per PlayStation 2 e GameCube, Sonic Gems Collection, che includeva i giochi di Sonic meno conosciuti e più rari come Sonic CD.

## Modalità di gioco
Sonic Mega Collection presenta dai dodici ai quattordici giochi completi in un'unica unità di vendita al dettaglio. Tutti i giochi sono conversioni delle loro versioni originali uscite su Sega Mega Drive. Sono inoltre presenti delle scansioni ad alta risoluzioni dei rispettivi manuali di istruzioni. È inclusa anche una sezione extra con oltre 100 scansioni delle copertine dei fumetti di Sonic the Hedgehog editi da Archie Comics, illustrazioni dei personaggi della serie nella storia del franchise e una manciata di video che promuovono altri titoli della saga, inclusi i filmati iniziali e finali di Sonic CD. Oltre ai sette giochi predefiniti, ne sono inclusi tre sbloccabili che hanno ricreato la Lock-on Technology di Sonic & Knuckles per consentire nuove modalità e/o personaggi giocabili in ciascuno dei primi tre giochi della serie. Inoltre, potranno essere sbloccati anche quattro titoli pubblicati da Sega ma slegati da Sonic the Hedgehog (limitati a due nelle versioni nordamericana e europea).
| Giochi predefiniti di Sonic                    | Giochi predefiniti di Sonic | Giochi predefiniti di Sonic | Giochi predefiniti di Sonic   |
| Titolo                                         | Genere                      | Anno                        | Sviluppatore                  |
| ---------------------------------------------- | --------------------------- | --------------------------- | ----------------------------- |
| Sonic the Hedgehog                             | Piattaforme                 | 1991                        | Sonic Team                    |
| Sonic the Hedgehog 2                           | Piattaforme                 | 1992                        | Sega Technical Institute      |
| Sonic Spinball                                 | Flipper                     | 1993                        | Sega Technical Institute      |
| Dr. Robotnik's Mean Bean Machine               | Rompicapo                   | 1993                        | Compile                       |
| Sonic the Hedgehog 3                           | Piattaforme                 | 1994                        | Sega                          |
| Sonic & Knuckles                               | Piattaforme                 | 1994                        | Sega                          |
| Sonic 3D: Flickies' Island                     | Piattaforme                 | 1996                        | Traveller's Tales, Sonic Team |
| Giochi sbloccabili di Sonic                    |                             |                             |                               |
| Blue Sphere                                    | Piattaforme                 | 1994                        | Sonic Team                    |
| Knuckles in Sonic 2                            | Piattaforme                 | 1994                        | Sega Technical Institute      |
| Sonic 3 & Knuckles                             | Piattaforme                 | 1994                        | Sega                          |
| Giochi aggiuntivi sbloccabili                  |                             |                             |                               |
| Flicky                                         | Piattaforme                 | 1991                        | Sega                          |
| Ristar                                         | Piattaforme                 | 1995                        | Sega                          |
| Comix Zone                                     | Picchiaduro a scorrimento   | 1995                        | Sega Technical Institute      |
| The Ooze                                       | Azione                      | 1995                        | Sega Technical Institute      |
| Giochi esclusivi di Sonic Mega Collection Plus |                             |                             |                               |
| Sonic the Hedgehog                             | Piattaforme                 | 1991                        | Ancient                       |
| Sonic Chaos                                    | Piattaforme                 | 1993                        | Aspect Co.                    |
| Sonic Drift                                    | Guida                       | 1994                        | Sega, Arc System Works        |
| Sonic Labyrinth                                | Azione, rompicapo           | 1995                        | Minato Giken                  |
| Dr. Robotnik's Mean Bean Machine               | Rompicapo                   | 1995                        | Compile                       |
| Sonic Blast                                    | Piattaforme                 | 1996                        | Aspect Co.                    |

## Sviluppo

Schermata di selezione dei giochi della versione Plus

Sonic Mega Collection è stato sviluppato da Sonic Team, lo studio dietro la maggior parte dei giochi della serie Sonic the Hedgehog. Secondo il direttore Yojiro Ogawa, l'obiettivo del Sonic Team con questa compilation era quello di introdurre i bambini ai giochi più vecchi della saga e mostrare ciò che ha reso Sonic un successo. Sonic Team ha scelto di concentrarsi sull'inclusione di tutti i giochi per Mega Drive della serie. Invece di convertirli direttamente dalle versioni per Mega Drive, hanno collaborato con VR-1 Japan per sviluppare un emulatore che fosse in grado di eseguire le immagini ROM dei giochi. Il co-creatore della serie Yūji Naka, che è stato il produttore, ha affermato che il team intendeva includere anche il titolo per Sega CD uscito nel 1993, Sonic CD, ma i vincoli di spazio del disco lo hanno impedito. A un certo punto, Sonic Team aveva anche preso in considerazione la possibilità di includere Vectorman di BlueSky Software (1995), Sonic R (1997) e Sonic Shuffle (2000) nella raccolta. Sonic CD, Vectorman e Sonic R sono apparsi in seguito in Sonic Gems Collection (2005), un successore di Mega Collection incentrato sui giochi di Sonic considerati più rari. Sonic Team ha riscontrato dei problemi nel raccogliere i materiali necessari per la compilation perché era passato un decennio da quando avevano realizzato i giochi e "Sega non è così brava a mantenere la storia", riferendosi alla conservazione dei titoli più vecchi. Ad esempio, Naka voleva includere il prototipo originale del primo gioco ma Sonic Team non è riuscito a trovare la sua immagine ROM.
Sega annunciò Mega Collection come esclusiva GameCube all'inizio di luglio 2002 e aveva rivelato quali giochi sarebbero stati inclusi alla fine del mese. La compilation è diventata disco d'oro nel novembre successivo; Naka ha affermato che il Sonic Team aveva provato un senso di realizzazione quando l'ha completata. Mega Collection è stato pubblicato in Nord America il 10 novembre 2002, in Giappone il 19 dicembre 2002 e in Europa il 21 marzo 2003. Infogrames ha distribuito la compilation in Europa. Quando Sega iniziò ad espandere il supporto per PlayStation 2, commissionò una versione di Mega Collection per quella console assieme all'Xbox. Questa edizione, intitolata Sonic Mega Collection Plus, è stata annunciata all'E3 2004. Plus è stato pubblicato in Nord America il 2 novembre 2004, in Giappone il 9 dicembre 2004 e in Europa il 4 febbraio 2005. Una versione per Windows è uscita nel marzo 2006 ed è stata successivamente inclusa in Sonic PC Collection (2009).

## Sonic Mega Collection Plus
Sonic Mega Collection Plus (ソニック メガコレクション プラス?, Sonikku Mega Korekushon Purasu) è una versione aggiornata di Sonic Mega Collection per le console PlayStation 2 e Xbox. Una versione per Microsoft Windows è stata pubblicata in Europa e Nord America. Questa edizione include tutti i giochi di Sonic Mega Collection, compresi i due titoli Mega Drive presenti esclusivamente nella versione giapponese di Sonic Mega Collection, ovvero Comix Zone e The Ooze, a cui si aggiungono sei giochi per Game Gear: Sonic the Hedgehog, Sonic Chaos, Sonic Drift, Sonic Labyrinth, Dr. Robotnik's Mean Bean Machine e Sonic Blast.

Il logo della versione Plus

L'edizione Plus presenta nuovi artwork e filmati, così come un menu principale rinnovato ed è stata aggiunta la possibilità di salvare i propri progressi durante il gioco. I video riguardanti Sonic CD, Sonic Adventure 2: Battle e Sonic Advance 2 sono stati sostituiti da altri tratti da Sonic Heroes.

## Accoglienza
| Testata                            | Versione  | Giudizio |
| ---------------------------------- | --------- | -------- |
| Metacritic (media al 10-05-2020)   | GC        | 75/100   |
| Metacritic (media al 10-05-2020)   | PS2       | 73/100   |
| Metacritic (media al 10-05-2020)   | Xbox      | 75/100   |
| GameRankings (media al 09-12-2019) | GC        | 76.44%   |
| GameRankings (media al 09-12-2019) | PS2       | 75.68%   |
| GameRankings (media al 09-12-2019) | Xbox      | 76.27%   |
| GameZone                           | GC        | 8.8/10   |
| GameZone                           | PS2       | 7.7/10   |
| Game Informer                      | GC        | 88/100   |
| Game Informer                      | PS2, Xbox | 75/100   |
| IGN                                | GC        | 7.5/10   |
| IGN                                | PS2, Xbox | 7.8/10   |
| GameSpot                           | GC        | 7.2/10   |
| GameRevolution                     | GC        | B-       |
| GMR                                | PS2       | 70/100   |
| Nintendo Power                     | GC        | 64/100   |
| Nintendo World Report              | GC        | 7.5/10   |
| Everyeye.it                        | GC        | 8.5/10   |
| Nintendo Life                      | GC        | 7/10     |
| Gamesurf                           | PS2, Xbox | 6/10     |
| SpazioGames.it                     | PS2, Xbox | 7.5/10   |
| SpazioGames.it                     | PC        | 7.7/10   |

Le recensioni di Sonic Mega Collection sono state generalmente favorevoli. Louis Bedigian di GameZone ha elogiato i controlli come "di prim'ordine", assieme al fatto che "anche la levetta è utilizzabile e funziona perfettamente". La rivista Game Informer ha dichiarato che Sonic Mega Collection è "forse la migliore compilation di sempre". Fran Mirabella di IGN ha battezzato la compilation come "una meravigliosa piccola raccolta che, sebbene non perfetta, ha un grande valore". Jeff Gerstmann di GameSpot ha affermato che "se stai cercando disperatamente Sonic the Hedgehog e non hai o non sei disposto a tirare fuori un Genesis polveroso dall'armadio, non esitare a provarlo". Tuttavia, Johnny Liu di GameRevolution consigliò "basta soffiare via la polvere dal vecchio Genesis, perché non c'è abbastanza roba extra buona qui". Nintendo Power ha descritto Sonic Mega Collection come "la raccolta definitiva delle avventure di Sonic". Michael Cole di Nintendo World Report trovò che Sonic Mega Collection fosse la migliore raccolta legale in circolazione per chi stesse cercando i giochi per Mega Drive della saga. Per il prezzo a cui veniva venduta, si acquistavano nove giochi diversi (di cui sette che valeva la pena giocare), oltre alle copertine dei fumetti, gli artwork e alcuni filmati. Cole considerò che Sonic Team avrebbe potuto sacrificare alcuni extra in favore di più giochi, ma consigliò comunque il titolo a coloro che avevano perso Sonic nel suo periodo migliore. Jason Armstrong di Nintendo Life la considerò un'ottima compilation e valeva l'acquisto sia per chi si cimentasse la prima volta con i giochi di Sonic sia per i veterani. Armstrong pensò che avrebbe dato un punteggio di 9 su 10 se non fosse stato per il fatto che Sonic Mega Collection era stata distribuita su altri sistemi con altri giochi bonus portando il totale a trenta, abbassando perciò la media della recensione a 7.
Multiplayer.it descrisse l'antologia come un'ottima occasione per chiunque non potesse mettere le mani sui giochi originali ed ampliare la propria "softeca" storica. Il giudizio andava però assolutamente scisso, da un lato vi era quello dei singoli titoli, che variava dall'eccellente al discreto, dall'altro vi era quello del packaging e della raccolta in sé, che appariva decisamente criticabile sia per la debolezza nel suo fungere da contenitore sia per l'assurdo principio di sbloccaggio progressivo e l'insulsità degli extra. Livio Cattaneo di Everyeye.it affermò che si trattava di un prodotto molto valido, ma gli utenti che non erano ancora nati o erano troppo piccoli negli anni '90, dovevano togliere due punti dal voto globale, ovvero un 8.5. Il consiglio di Cattaneo era comunque di tentare a recuperare l'antologia di uno dei personaggi più importanti dei videogiochi e godersela per un po', affermando di essere sicuro che sarebbe stato di gradimento dell'acquirente, anche grazie alla componente multigiocatore per due o quattro persone. Secondo Andrea Casetti di Gamesurf Sonic Mega Collection era una raccolta che presentava dei giochi tutt'altro che all'avanguardia ma comunque capaci di commuovere i nostalgici riproponendo un gameplay ormai dimenticato.
Il gioco è stato il secondo classificato per il premio annuale "Best Platformer on GameCube" di GameSpot, che è andato a Super Mario Sunshine. L'edizione originale per GameCube ha venduto due milioni di copie stimate.
Anche le recensioni per Sonic Mega Collection Plus sono state positive. Chris Baker di GameSpy ha detto che "nonostante le sue esclusioni, l'ampia selezione di titoli di Collection per 19,99 $ è una cosa difficile da non consigliare a chiunque si definisca un giocatore. Anche se alcuni dei giochi innegabilmente fanno schifo". Hilary Goldstein di IGN ha dichiarato che "non puoi trovare un affare migliore di 20 giochi per 20 dollari" e che "sebbene non tutti i giochi di Sonic siano vincenti, la maggioranza lo è. Questi giochi, sebbene vecchi, sono superiori a le più recenti offerte di Sonic in 3D di Sega". Aceinet di GameZone, pur elogiando la compilation in generale come "un pacchetto quasi completo di giochi Sonic classici", ha criticato l'emulazione dei giochi Game Gear, affermando che "mentre l'emulazione è perfetta per i giochi, dover sopportare una barra nera intorno allo schermo potrebbe essere fastidioso per alcuni". Jeremy Parish di 1UP.com ha assicurato ai lettori che "anche con i suoi difetti, è ancora una delle compilation classiche più ricche di valore disponibili per qualsiasi sistema, purché ti piaccia Sonic". Game Informer ha sostenuto che "se sei cresciuto con questi giochi, sono ancora una gioia da giocare" e che "i nuovi convertiti a Sonic avranno un'ottima introduzione alla storia del "porco". La testata GMR ha concluso che "se sei nuovo a Sonic, per 20 dollari non puoi davvero sbagliare". Andrea Casetti di Gamesurf reputò che Sonic Mega Collection Plus fosse una versione arricchita dell'edizione GameCube. Il valore complessivo della collezione era discreto, tale da essere raccomandabile a tutti, sia per i nostalgici e gli amanti dei gameplay di una volta (per cui l'acquisto era d'obbligo), sia ai giocatori tradizionali, che potevano essere incuriositi da un fenomeno capace di scrivere varie pagine della storia dei videogiochi. Tuttavia consigliava comunque di provarlo prima dell'acquisto. Un altro recensore di Everyeye.it ripensò la versione Plus come la rappresentazione di un onesto e sincero tributo al "principe" dei platform bidimensionali, nell'epoca che più di tutte lo ha valorizzato, nella felice speranza che non solo i più appassionati si cimentassero ancora una volta con le sue imprese, ma anche tutti quei giocatori che pur non avendo vissuto in prima persona i suoi leggendari momenti di gloria, potessero quantomeno aver "respirato" l'epoca d'oro dei platform 2D, dove la semplicità concettuale si sposava magnificamente con un level design sorprendente e una giocabilità entusiasmante. 
Claudio Camboni di Multiplayer.it affermò che era una bellissima foto del passato. Un passato per alcuni mai dimenticato, per altri mai conosciuto. Per tutti valeva comunque la pena di (ri)vivere certe bellissime emozioni che solo un platform "alla Sonic" poteva regalare. Camboni concluse la sua recensione dicendo: "Frenetico, pazzoide, colorato e bellissimo, oggi guardiamo Sonic con un sentimento a metà strada tra la nostalgia e lo stupore nel ricordarsi quello che un Megadrive (ed un GameGear) poteva offrire così tanti anni fa. Acquisto caldo per tutti noi appassionati di "mamma" Sega, per chi si fosse perso solo un capitolo della lunga saga o per chi vuole, in un unico comodissimo disco, accedere ad un qualsiasi gioco di Sonic". Un redattore di SpazioGames.it trattò le versioni PlayStation 2 e Xbox e trovò che la collection rappresentasse un investimento ed un piccolo tesoro per il vero appassionato di videogiochi che andava ben oltre gli emulatori disponibili per queste due console. Era un prodotto ottimamente confezionato ed appagante, curato in ogni aspetto per giocare e rigiocare titoli ancora recentissimi come giocabilità e che non avrebbero deluso chi fosse in cerca di ottimi plattaform 2D (e derivati) ed in primis divertimento. Un collega fece un articolo dedicato invece alla versione per Windows, sostenendo che ci si trovava dinanzi a un prodotto chiaramente indirizzato agli amanti dei platform game, ai retrogamers ed a chi non avesse avuto la fortuna di vivere la storia di Sonic. Le uniche vere pecche erano da riscontrarsi nella mancanza di Knuckles' Chaotix per 32X, Sonic CD per Mega CD e Sonic R e Fighters, che avrebbero reso la collection indispensabile. Considerando che il gioco veniva anche venduto a prezzo budget e che di conseguenza con pochi euro si poteva avere oltre una ventina di storici giochi, i potenziali acquirenti avrebbero dovuto farci un pensierino al riguardo.
Il gioco ha venduto una grande quantità di copie attraverso tutte e quante le piattaforme con cui è stato pubblicato. In particolare la versione PlayStation 2 di Mega Collection Plus ha ricevuto un premio di vendita Platinum dall'Entertainment and Leisure Software Publishers Association (ELSPA), indicando vendite di almeno 300 000 copie nel Regno Unito e raggiungendo i due milioni di copie stimate in tutto il mondo.